# Salvador María Granés
Salvador María Granés y Román (Madrid, 17 de agosto de 1838-Madrid, 5 de mayo de 1911) fue un comediógrafo, periodista y humorista español.

## Biografía
Estudió en los Escolapios de San Fernando, y luego abandonó la carrera de Derecho en el cuarto año por la bohemia, el teatro por horas y el periodismo satírico. Con solo diecinueve años dirigió la revista El Iris, desde donde abogó por crear el llamado género chico. Se conservan más de ciento treinta y cinco títulos de piezas teatrales a su nombre, casi todas cómicas (comedias, zarzuelas, sainetes, parodias, revistas...) y un número muy superior de libretos de teatro lírico, unos ciento noventa, con casi todos los compositores de zarzuela de su tiempo, pero en especial con Luis Arnedo, con quien cosechó sus mayores éxitos. Le fue tan bien, que pudo vivir desahogadamente de ello. Era irascible, mordaz y hedonista, buen versificador, y viajó muchas veces a París, donde se empapó de ver operetas de Offenbach, al que adaptó con frecuencia, y de otros autores.

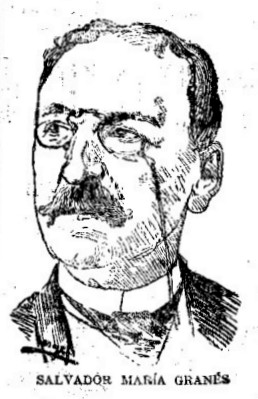
Salvador María Granés hacia 1894

Fue un genial parodiador de los géneros serios del teatro español del siglo XIX. Estudió leyes, pero le tentó la bohemia de los escritores chistosos, desordenados, bebedores y truhanes, y abandonó el oficio por el teatro cómico, género en que se mostró muy prolífico, especialmente en el género del teatro breve o por horas, satirizando y parodiando todo cuanto se le pasó por delante. Su forma preferida fue la zarzuela, y su producción se divide entre obras originales y arreglos de textos franceses. También fue un avispado periodista satírico bajo el seudónimo de Moscatel en los periódicos y revistas en que escribía, como La Viña y La Filoxera, dos revistas de su propiedad, y también en Madrid Cómico y Gente Vieja. Llegó a ser director de varias revistas literarias y periódicos cómico-satíricos, como El Iris y La Aurora Literaria. Pero su talante satírico le acarreó con frecuencia denuncias y suspensiones. Republicano cercano a Lerroux, sus últimos artículos se han localizado bajo el pseudónimo de "Inocente Cantaclaro" en El País, periódico republicano, en 1908.
Su facilidad en la versificación, que ejerció no solo en el teatro sino en los epigramas, de los que compuso dos libros (Calabazas y cabezas); ningún personaje destacado recibió sin embargo tantos venablos suyos como Antonio Cánovas del Castillo, y, cuando este fue asesinado, lo sustituyó Antonio Maura. Albergaba además una visión única para la parodia, y ambas cualidades le dieron mucha fama; combinó cultura, gracia e ingenio. Sus personajes se desenvuelven a través de discursos llenos de agilidad, dinamismo e ingenio, sin caer en los estadios más burdos de la comicidad. Domina la creación de tramas disparatadas sin caer en lo inverosímil. Al contrario, la crítica reconoció en su obra un humorismo inteligente, en que supo fusionar parodia y sátira. Introducía constantes referencias irónicas y satíricas a la realidad circunstancial (histórica, política, económica, social, cultural, teatral...) en la que se daba el estreno; su intención era paródica, pero sabía aprovechar la flexibilidad del género para a través de "morcillas" ocasionales buscar la complicidad del público; su punto más débil eran, sin duda, los cantables, cuyas letras resultan ingenuas leídas sin la música. Su firma era sinónimo de estreno exitoso y alcanzó prestigio entre la crítica; supo como nadie desenmascarar los recursos convencionales y tópicos de las obras que parodiaba y veía con facilidad el lado ridículo de las cosas, a la manera del célebre Juan Martínez Villergas, que fue quien supo presentar al descubierto las convenciones y motivos tópicos del Romanticismo. 
El habitual cronista del Heraldo de Madrid Alfonso Lapeña trazó en 1925 el perfil de Salvador María Granés en un artículo gracias a una controvertida anécdota.

## Obras
- Don José, Pepe y Pepito: comedia en un acto y en verso, Madrid, 1864
- Moscatel (seud.), Calabazas y cabezas: semblanzas de personajes, personas y personillas que figuran o quieren figurar en política, literatura, armas, ciencias o tauromaquia, caricaturas de Perea, carta-prólogo de Manuel del Palacio, Madrid, M. Romero Impresor, 1879
- Circo Nacional: Pasillo político en un acto y cuatro cuadros, música del maestro Nieto, Madrid, Est. Tipográfico de M. P. Montoya y Cía., 1886
- Juanito Tenorio: Juguete cómico-lírico en un acto y dos cuadros [...] en verso, música del maestro M. Nieto, Madrid, R. Velasco Impresor, 1886
- Dos cataclismos (Parodia del drama de José Echegaray Dos fanatismos) en un acto y dos cuadros, Madrid, R. Velasco Impresor, 1887
- Te espero en Eslava tomando café: Pasillo cómico lírico en un acto y en verso, música de los maestros Rubio y Nieto, Madrid, R. Velasco Impresor, 1887
- Carmela: Parodia lírica de la ópera “Carmen” en un acto y tres cuadros, música del maestro T. Reig, Madrid, R. Velasco Impresor , 1891
- Guasín: Parodia lírica de la ópera “Garín” en un acto y cuatro cuadros original y en verso, música del maestro A. Rubio, Madrid, R. Velasco Impresor, 1892
- Con Eduardo Navarro Gonzalvo, El señor Juan de las Viñas o Los presupuestos de Villa Anémica: Pesadilla cómico lirica financiera en un acto y en verso, música de J. Valverde (hijo), Madrid, R. Velasco Impresor, 1892
- Dolores... de cabeza ó El colegial atrevido: Parodia de la ópera española La Dolores en un acto y tres cuadros y medio [...] en verso, música del maestro L. Arnedo, Madrid, R. Velasco Impresor, 1895
- Con Enrique García Álvarez y Antonio Paso y Cano, Los presupuestos de Villapierde (reformados): revista cómico-lírico-financiera en un acto y cinco cuadros, música de Calleja y Lleó, Madrid, R. Velasco, 1899
- La golfemia: parodia de la ópera “La Bohemia” en un acto y cuatro cuadros, en verso, música del maestro Arnedo, Madrid, Imprenta de R. Velasco, 1900. Es una parodia de la ópera La Bohème de Puccini que influyó mucho en el lenguaje del esperpento Luces de Bohemia de Ramón María del Valle-Inclán.
- Con T. y Carlos Cruselles, Jaleo Nacional: Revista cómico-lírica en un acto y siete cuadros, música del maestro Méndez Rodríguez, Madrid, R. Velasco Impresor, 1902
- La Farolita: Zarzuela en un acto y en verso [...] parodia, de la ópera La Favorita, música del maestro M. Nieto, Madrid, R. Velasco, 1903
- Con Antonio Paso y Cano y Carlos Cruselles, Gloria Pura: sainete lírico en un acto, música de los maestros Callejo y Lleó, Madrid, R. Velasco, 1904
- Miss Helyett: opereta cómica en tres actos, en verso, música del maestro Audran, Madrid, R. Velasco, 1905
- La Fosca: parodia de la ópera “Tosca” en un acto y cuatro cuadros y medio, música del maestro Arnedo, Madrid, Imprenta de R. Velasco, 1905
- Con Evaristo Polo, ¡¡¡Delirium tremens...!!!: película sensacional, en un acto, dividido en seis cuadros, en prosa, música de los maestros J. Valverde y R. Calleja, Madrid, R. Velasco, 1907
- Con Evaristo Polo, ¡Madrid Separatista!: Fantasía cómico-lírica, en un acto, dividido en siete cuadros, en prosa y verso, Madrid, R. Velasco, 1908
- Con Evaristo Polo, ¡¡Vaya calor!!: Entretenimiento cómico-lírico-político, en un acto, dividido en cinco cuadros en prosa, música del maestro L. Arnedo, Madrid, R. Velasco, 1908
- Con Evaristo Polo, La poca vergüenza: Pasatiempo cómico-político-sicalíptico-cinematográfico de actualidad, en un acto dividido en seis cuadros, en prosa y verso, música del maestro E. Borrás, Madrid, R. Velasco, 1909
- Lorenzín o El Camarero del Cine: Parodia de la ópera “Lohengrin” en un acto, música del maestro Arnedo, Madrid, R. Velasco, 1910.
- La princesa de Trebisonda
- El carbonero de Subiza, en colaboración con Miguel Ramos Carrión
- Juanito Tenorio
- Ni se empieza ni se acaba
- El mojicón
- El voto del caballero
- Guasín
- La sonámbula
- Consuelo... de tontos
- La de Don sin Din
- La hija de la mascota
- El salto del gallego
- El marsellés,
- El balido del zulú, con Enrique López Marín
- El rayo
- La Sanguinaria
- El grande hombre de Canillejas